# Аксу (Зааятский сельский округ)
Аксу (каз. Ақсу) — упразднённое село в Денисовском районе Костанайской области Казахстана. Входило в состав Зааятского сельского округа. Находится примерно в 71 км к северо-западу от районного центра, села Денисовка. Ликвидировано в 2011 году.

## Население
В 1999 году население села составляло 80 человек (34 мужчины и 46 женщин). По данным переписи 2009 года в селе проживали 2 человека (1 мужчина и 1 женщина).